# Біловецька сільська рада
Білове́цька сільська́ ра́да — адміністративно-територіальна одиниця та орган місцевого самоврядування в Хотинському районі Чернівецької області. Адміністративний центр — село Білівці.

## Загальні відомості
- Населення ради: 1 114 особи (станом на 2001 рік)

## Населені пункти
Сільській раді були підпорядковані населені пункти:
- с. Білівці

## Склад ради
Рада складалася з 16 депутатів та голови.
- Голова ради: Чуравіна Зінаїда Афанасіївна
- Секретар ради: Галак Тетяна Іллівна

### Керівний склад попередніх скликань
| Прізвище, ім'я, по батькові  | Основні відомості                                                                       | Дата обрання | Дата звільнення |
| ---------------------------- | --------------------------------------------------------------------------------------- | ------------ | --------------- |
| Чуравіна Зінаїда Афанасіївна | Сільський голова, 1952 року народження, освіта вища, член Соціалістичної партії України | 26.03.2006   | 31.10.2010      |
| Чуравіна Зінаїда Афанасіївна | Сільський голова, 1952 року народження, освіта вища, позапартійна                       | 31.10.2010   |                 |

Примітка: таблиця складена за даними сайту Верховної Ради України

### Депутати
За результатами місцевих виборів 2010 року депутатами ради стали:

#### За суб'єктами висування
| Суб'єкт висування           | Кількість обраних депутатів | %    |
| --------------------------- | --------------------------- | ---- |
| Партія регіонів             | 8                           | 50   |
| Самовисування               | 7                           | 43,8 |
| Комуністична партія України | 1                           | 6,3  |

#### За округами
| № округу                    | Прізвище, ім'я, по батькові    | Дата визнання обраним | Освіта             | Партійна приналежність            | Відомості про обраного депутата                               |
| --------------------------- | ------------------------------ | --------------------- | ------------------ | --------------------------------- | ------------------------------------------------------------- |
| Комуністична партія України |                                |                       |                    |                                   |                                                               |
| 12                          | Фуга Тетяна Дмитрівна          | 31.10.2010            | середня спеціальна | член Комуністичної партії України | тимчасово не працює                                           |
| Партія регіонів             |                                |                       |                    |                                   |                                                               |
| 1                           | Ватаманюк Майя Олександрівна   | 31.10.2010            | середня            | член Партії регіонів              | амбулаторія загальної практики — сімейної медицини, медсестра |
| 4                           | Максимчук Валентин Михайлович  | 31.10.2010            | середня            | член Партії регіонів              | тимчасово не працює                                           |
| 5                           | Ткач Катерина Петрівна         | 31.10.2010            | вища               | член Партії регіонів              | підприємець                                                   |
| 6                           | Пилипецька Аксенія Анатоліївна | 31.10.2010            | середня спеціальна | член Партії регіонів              | Біловецька сільська рада, бухгалтер                           |
| 7                           | Петраніч Галина Павлівна       | 31.10.2010            | вища               | член Партії регіонів              | ДПІ, головний спеціаліст                                      |
| 8                           | Ватаманюк Дмитро Петрович      | 31.10.2010            | середня            | член Партії регіонів              | фермерське господарство «Тарас», охоронець                    |
| 13                          | Мельник Олександр Михайлович   | 31.10.2010            | середня            | член Партії регіонів              | тимчасово не працює                                           |
| 16                          | Паращук Лариса Порфирівна      | 31.10.2010            | вища               | член Партії регіонів              | загальноосвітня школа, вчитель                                |
| Самовисування               |                                |                       |                    |                                   |                                                               |
| 2                           | Ватаманюк Олена Іванівна       | 31.10.2010            | вища               | позапартійна                      | загальноосвітня школа, вчитель                                |
| 3                           | Кочурка Тетяна Андріївна       | 31.10.2010            | вища               | позапартійна                      | загальноосвітня школа, вчитель                                |
| 9                           | Галак Тетяна Іллівна           | 31.10.2010            | середня спеціальна | позапартійна                      | Біловецька сільська рада, секретар                            |
| 10                          | Дудчак Людмила Василівна       | 31.10.2010            | вища               | позапартійна                      | загальноосвітня школа, вчитель                                |
| 11                          | Ватаманюк Тетяна Василівна     | 31.10.2010            | вища               | позапартійна                      | загальноосвітня школа, вчитель                                |
| 14                          | Грінчак Марія Василівна        | 31.10.2010            | середня спеціальна | позапартійна                      | тимчасово не працює                                           |
| 15                          | Морковкіна Олена Василівна     | 31.10.2010            | середня            | позапартійна                      | дошкількний навчальний заклад, помічник вихователя            |